# Isola della Donzella
L'isola della Donzella è un'isola di origine alluvionale sita nel Delta del Po: è una delle tre isole principali, nonché la più grande, che vanno a costituire il comune di Porto Tolle ed è definita dal Po di Gnocca e dal Po di Venezia, oltre che dal Mare Adriatico, che penetra la terraferma nella sacca di Scardovari.

## Storia
L'isola venne creata tra la fine del 1500 e l'inizio del 1600 dagli interventi idraulici attuati dalla Repubblica di Venezia per spostare la foce del Po: i territori formati dalle opere vennero acquistati dai Tiepolo, famiglia commerciale veneziana salita agli onori della politica e al dogado, dai Farsetti, dai Pisani e dai Dolfin.
In principio zona acquitrinosa utilizzata per caccia e pesca, intorno al 1700 viene bonificata e adibita a uso agricolo, tuttavia l'opera non risulterà definitiva e l'isola verrà colpita da alluvioni che ne impediranno lo sviluppo.
Durante il Risorgimento vi venne fucilato il patriota Ciceruacchio, fuggito da Roma e ivi catturato dagli austriaci, insieme ai figli e ad altri nazionalisti italiani catturati.
L'isola è particolarmente colpita da fenomeni di subsidenza, dovuti alle massicce estrazioni di gas metano nella zona, e si è spopolata dopo la Seconda guerra mondiale, a causa dei cambiamenti nelle tecnologie agricole e a numerose alluvioni, che hanno portato molti degli abitanti dell'isola, e in generale del Polesine, a emigrare nel Triangolo industriale.

## Cultura
Il dialetto parlato sull'isola è il polesano, un dialetto veneto centrale con influenze, seppur non sistemiche, del ferrarese.
Secondo la tradizione il ramo del Po e l'isola prendono il nome dalla figlia di Francesco Farsetti, nobile veneziano annegato nelle sue acque.